# 夏威夷披萨

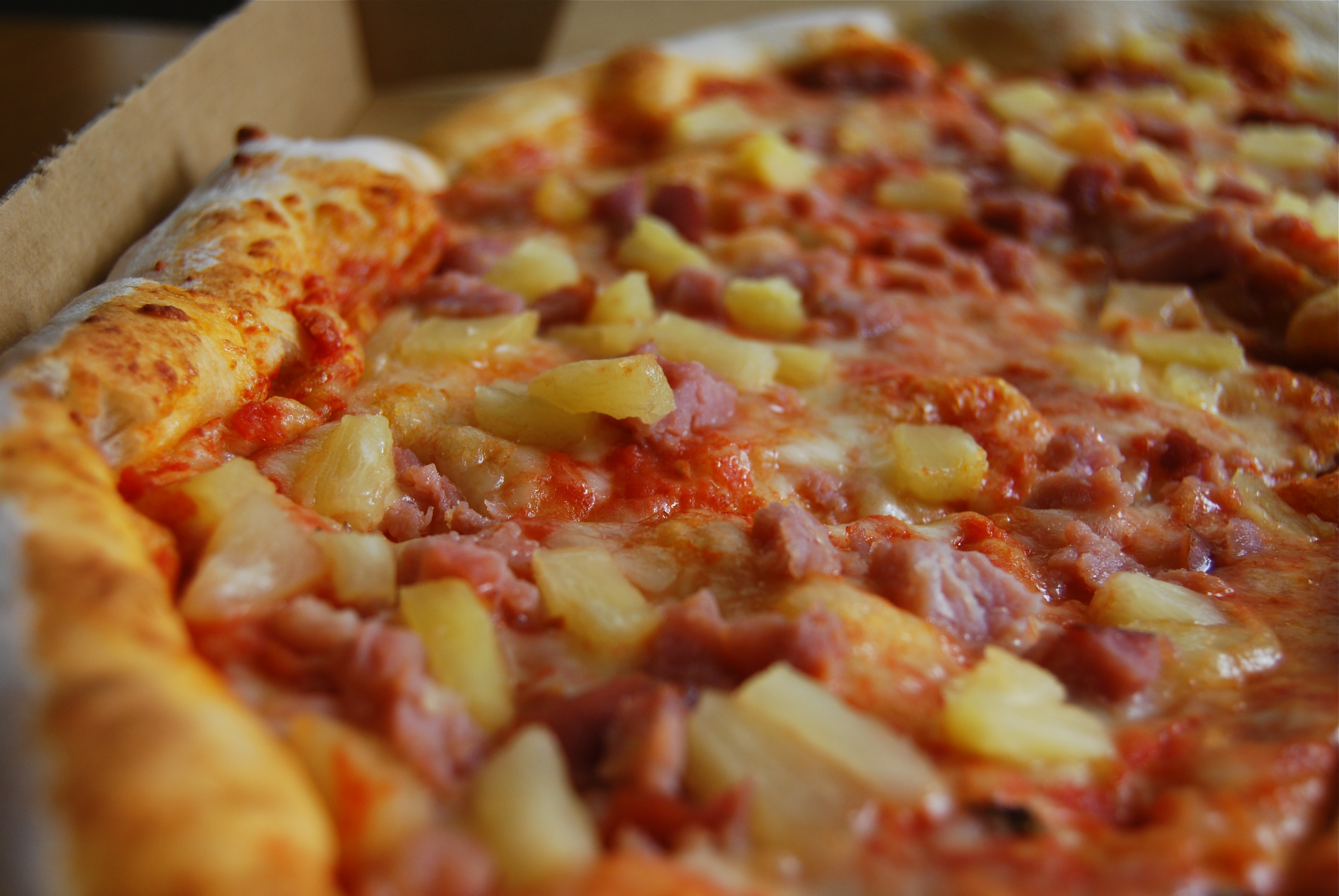
夏威夷披薩

夏威夷披薩（英語：Hawaiian pizza）是以鳳梨、起司、番茄醬以及培根或火腿為配料的一種披薩。夏威夷披萨并非起源于夏威夷，而是由加拿大廚師山姆·潘诺普洛斯於1962年發明。

## 歷史

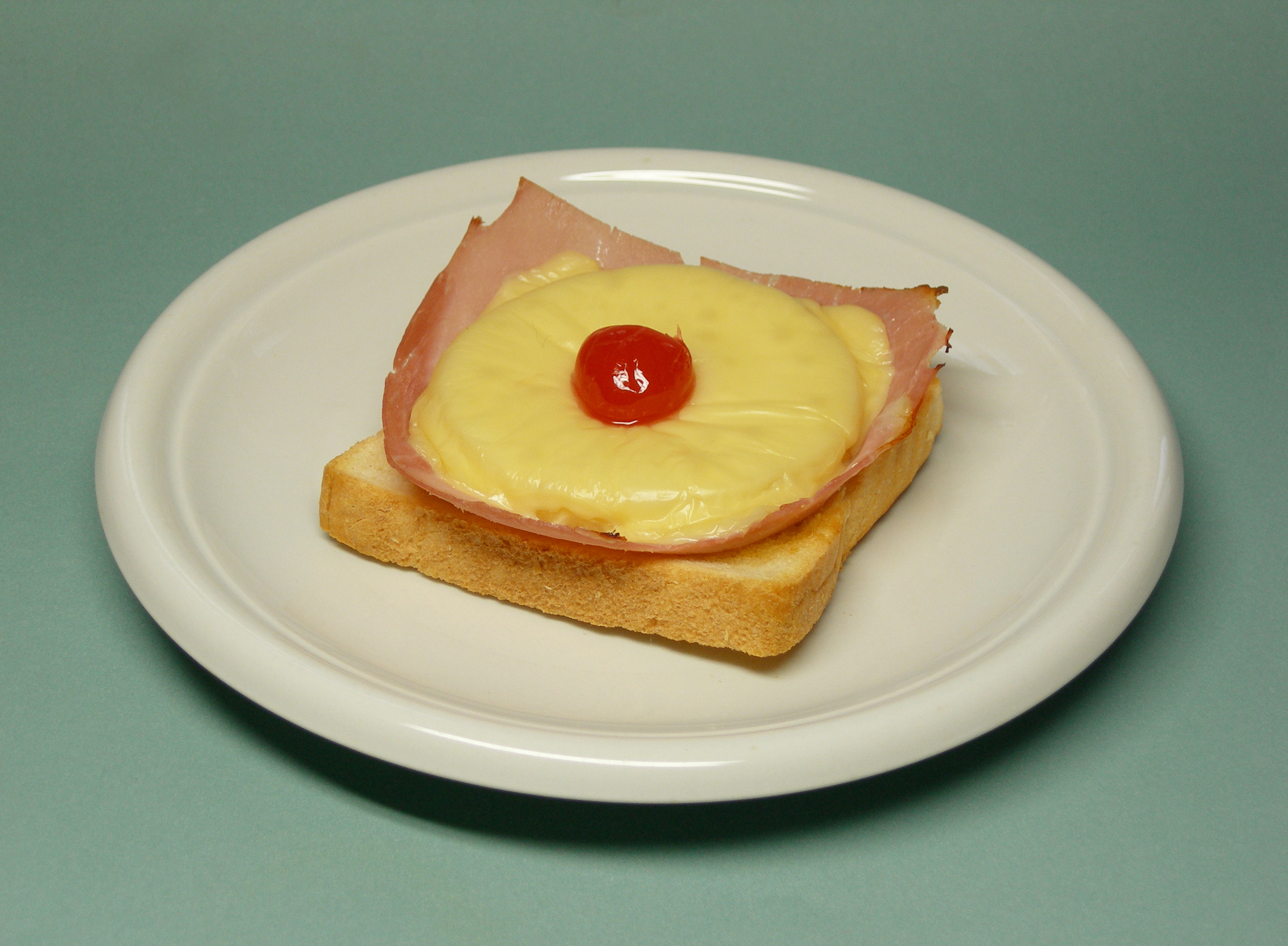
夏威夷吐司

出生於希臘的加拿大廚師山姆·潘诺普洛斯是夏威夷披薩的發明人，他表示自己於1962年在加拿大安大略省查塔姆-肯特的一家餐廳（Satellite Restaurant）創作了夏威夷披薩，受其烹調中式料理時常混合甜與酸的元素啟發，潘诺普洛斯試著將鳳梨加入披薩中，此料理最初不受歡迎，但不久後便為當地人所接受，並擴及世界各地的披薩店。之所以叫“夏威夷披萨”，是源于所采用的罐头菠萝的牌子名称即为“夏威夷”。
在德國，有些人認為夏威夷披薩是夏威夷吐司的一種變型，後者是由德國電視廚師克来蒙斯·威尔门罗德於1950年代發明的一種开放式三明治，餡料包括火腿、起司與鳳梨。

## 軼事
2017年2月，時任冰島總統的古德尼·約翰內森在回答一群中學生問題時表示他相當不喜歡夏威夷披薩，並玩笑地說若自己能決定法律，他想禁止使用鳳梨為披薩的配料。古德尼的這番言論被媒體爭相報導，並吸引夏威夷披薩的愛好者與反對者紛紛表達意見，許多名人都提出了自己的看法，如時任加拿大總理的賈斯汀·杜魯多便在推特發文表示支持夏威夷披薩。已從餐廳退休的山姆·潘诺普洛斯也被一些媒體採訪，為自己的發明辯護。古德尼隨後在臉書貼文表示自己沒有權力禁止使用某種食物為披薩配料，且也不願住在一個領導人可因自己的喜好而禁止特定事物的國家，並表示「我喜歡鳳梨，只是不喜歡把它放在披薩上。我沒有權力制定法律，禁止人們在披薩上放鳳梨。」文末並註明，若要在披薩加料，他會選擇放「海鮮」。
知名大廚戈登·拉姆齊也曾表示他很討厭夏威夷披薩，並形容「這不是個披薩，而是個錯誤。」（“This isn’t a pizza, this is a mistake.”）。
2014年，時代雜誌的一篇文章將夏威夷披薩列為「史上最具影響力的十三種披薩」中的第一位。
夏威夷披萨在意大利相当不受欢迎，甚至有意大利人表示自己“饿死也不会吃”菠萝披萨；在COVID-19大流行期间，意大利居民抢购囤积食物，超市货架几乎被一扫而空，仅剩菠萝披萨无人问津。2018年7月，Moratto教授也曾在電視節目2分之一強中批評夏威夷披薩。2021年11月，義大利駐台代表紀大為接受中央通訊社專訪，被問及對皮蛋等台灣特定口味披薩看法時表示，義大利美食的成功在於兼顧傳統和創新，但他本人並不接受夏威夷披薩。
2024年7月29日，香港男子花剑运动员张家朗在巴黎奥运会男子花剑决赛中击败意大利选手菲利波·馬奇，不满裁判判罚的意大利网民洗板张家朗社交媒体，并引发香港网民与意大利网民骂战。香港和澳门的必胜客随即宣布于7月30日、31日两天为顾客免费在披萨上加菠萝，以示回击。

## 調查
1999年的一調查顯示夏威夷披薩為該年澳大利亞最受歡迎的披薩種類，占披薩總銷量的15%。
2016年美國的一項調查顯示鳳梨在民眾最不喜歡的披薩配料中名列第三，僅次於鯷魚與蘑菇。
2019年美國的一項調查顯示吃披薩的人中，有12%認為鳳梨是他們最喜歡的三種配料之一，有24%則認為鳳梨是其最討厭的三種配料之一，被討厭的程度僅次於鯷魚與茄子。